# محمد المصری
محمد المصری (عربی: محمد المصري؛ زادهٔ ۸ اکتبر ۱۹۸۱) بازیکن فوتبال اهل فلسطین است.
وی همچنین در تیم ملی فوتبال فلسطین بازی کرده است.